# Tony Johnston
Pour les articles homonymes, voir Johnston.
Tony Johnston est un producteur et scénariste britannique né en 1960 à Paisley (Royaume-Uni).

## Filmographie

### comme scénariste
- 1990 : The Year the River Caught Fire
- 1994 : Replikator
- 1997 : Joe's Wedding
- 1997 : Trafic à haut risque (Lethal Tender)
- 1998 : Commando d'élite (Airborne)
- 1999 : Water Damage
- 2000 : Tunnel
- 2000 : Killing Moon (TV)
- 2001 : Full Disclosure (vidéo)
- 2002 : Triggermen
- 2003 : Hollywood North

### comme producteur
- 1990 : The Year the River Caught Fire
- 1997 : Joe's Wedding
- 1999 : Water Damage
- 2000 : Tunnel
- 2000 : Killing Moon (TV)
- 2000 : The Perfect Son
- 2001 : Full Disclosure (vidéo)
- 2002 : Triggermen
- 2003 : Hollywood North

### comme acteur
- 1990 : The Year the River Caught Fire : Policeman 2
- 2002 : Triggermen : Hobo #2

### comme réalisateur
- 1990 : The Year the River Caught Fire